# Proteina legante il maltosio
La proteina legante il maltosio (PLM), conosciuta anche con l'abbreviazione inglese MBP (maltose binding protein), è una proteina facente parte del sistema maltosio/maltodestrina dell'Escherichia coli, che è responsabile per la diffusione ed l'efficiente catabolismo delle maltodestrine. Si tratta di un sistema di regolamentazione e di trasporto complesso che coinvolge molte proteine e complessi proteici. PLM ha una massa molecolare di circa 42,5 kilodalton.

## Usi
Sviluppata negli anni '80, la PLM è una delle più note etichette proteiche espresse in microorganismi. La PLM può essa stessa essere utilizzata come un'etichetta proteica di affinità per la purificazione di proteine ricombinanti. La proteina di fusione lega fortemente l'amilosio presente nelle colonne di separazione, mentre tutte le altre proteine fluiscono. La proteina fusa con la PLM può essere in seguito eluita mediante passaggio di soluzioni di maltosio in colonna. Una volta che la proteina di fusione viene ottenuta in forma purificata, la proteina di interesse è spesso scissa da proteina lega maltosio con una specifica proteasi. La proteina di interesse è quindi separata dalla PLM scissa mediante cromatografia a scambio ionico.
La PLM di Escherichia coli è inoltre impiegata per aumentare la solubilità di diverse proteine ricombinanti espresse in E. coli. In questi sistemi, la proteina di interesse è spesso espressa come proteina di fusione e agisce impedendo l'aggregazione della proteina di interesse. Il meccanismo con cui PLM aumenta la solubilità non è ancora stato ben compreso.